# Ubuntu Kylin
Ubuntu Kylin (кит. трад. 優麒麟, упр. 优麒麟, пиньинь Yōu Qílín, палл. Ю цили́нь «Превосходный цилинь») — дистрибутив операционной системы Ubuntu на базе Linux. Эта система была разработана с целью уменьшить зависимость китайской экономики от операционных систем зарубежной разработки.
Продукт позиционируется как «свободное продолжение китайской ОС Kylin». В 2013 году Canonical достигла соглашения с Министерством промышленности и информационных технологий Китайской Народной Республики о совместном создании, и выпуске операционной системы на основе Ubuntu с функциями, ориентированными на китайские рынки. Ubuntu Kylin предназначен для настольных компьютеров, и ноутбуков.
Первая официальная версия Ubuntu Kylin 13.04 вышла 25 апреля 2013 года — в тот же день, когда вышла Ubuntu 13.04 (Raring Ringtail). Ubuntu Kylin включает китайские методы ввода, китайские календари, индикатор погоды и онлайн-поиск музыки из Dash.
В выпуске 14.10 появляется собственный центр приложений Ubuntu Kylin (UKSC), и утилита, которая помогает пользователям выполнять вычислительные задачи, под названием Youker Assistant.
Команда Ubuntu Kylin также сотрудничает с Sogou для разработки Sogou Input Method для Linux. Поскольку операционная система имеет закрытый исходный код, она не включена в официальные образы, но пользователи могут её загрузить с сайта UKSC, или Sogou.
Ubuntu Kylin названа в честь мифического животного цилинь.
По умолчанию установлен пакет офисных программ WPS Office.

## Версии
| Версия | Кодовое имя       | Кодовое имя по-русски   | Дата релиза          | Дата прекращения поддержки | Ядро Linux |
| --- | ----------------- | ----------------------- | -------------------- | -------------------------- | ---------- |
| 13.04 | Raring Ringtail   | Нетерпеливый какомицли  | 25 апреля 2013 года  | 27 января 2014 года        | 3.8        |
| 13.10 | Saucy Salamander  | Дерзкая саламандра      | 17 октября 2013 года | 17 июля 2014 года          | 3.11       |
| 14.04 LTS | Trusty Tahr       | Надёжный тар            | 17 апреля 2014 года  | апрель 2019 года           | 3.13       |
| 14.10 | Utopic Unicorn    | Утопический единорог    | 23 октября 2014 года | июнь 2015 года             | 3.16       |
| 15.04 | Vivid Vervet      | Яркая верветка          | 23 апреля 2015 года  | январь 2016 года           | 3.19       |
| 15.10 | Wily Werewolf     | Хитрый оборотень        | 22 октября 2015 года | июль 2016 года             | 4.2        |
| 16.04 LTS | Xenial Xerus      | Гостеприимная белка     | 21 апреля 2016 года  | апрель 2021 года           | 4.4        |
| 16.10 | Yakkety Yak       | Болтливый як            | 14 октября 2016 года | 20 июля 2017 года          | 4.8        |
| 17.04 | Zesty Zapus       | Пикантный полутушканчик | 13 апреля 2017 года  | 13 января 2018 года        | 4.10       |
| 17.10 | Artful Aardvark   | Ловкий трубкозуб        | 19 октября 2017 года | июль 2018 года             | 4.13       |
| 18.04 LTS | Bionic Beaver     | Бионический бобр        | 26 апреля 2018 года  | апрель 2023 года           | 4.15       |
| 18.10 | Cosmic Cuttlefish | Космическая каракатица  | 19 октября 2018 года | июль 2019 года             | 4.18       |
| 19.04 | Disco Dingo       | Дискотечная динго       | 19 апреля 2019 года  | январь 2020 года           | 5.0        |
| Легенда:Старая версия, не поддерживаетсяСтарая поддерживаемая версияТекущая версияТестовая версияБудущая версия |                   |                         |                      |                            |            |